# Bunuri mobile din domeniul documente clasate în patrimoniul cultural național al României aflate în județul Neamț
Acestă listă conține bunurile mobile din domeniul documente clasate în Patrimoniul cultural național al României aflate la momentul clasării în județul Neamț.

## Tezaur
| Foto | Informații generale | Detalii tehnice                                                              | Descriere | Deținător                                       | Legături |
| ---- | ------------------- | ---------------------------------------------------------------------------- | --- | ----------------------------------------------- | -------- |
|      | Act de vânzare      | Datare: 5 septembrie 1902 Dimensiuni: L:345; l:208 Material: hârtie filigran | Dimitrie Gheorghe Rosetti a vândut lui Vasile Caludi, casele proprietate personală din strada Ștefan cel Mare nr. 25, împreună cu locul, lămpile și instalația de lumină electrică, în valoare de 24000 lei, pe care le deținea de la sora sa principesa Elena Cuza. Documentul are 2 file (toate cele patru pagini sunt scrise), fiind ștampilat și timbrat. | Complexul Muzeal Județean Neamț - PIATRA, Neamț | Cimec    |
|      | Act de donație      | Datare: 28 aprilie 1901 Dimensiuni: L:345; l:210 Material: hârtie filigran   | Actul, ștampilat, timbrat conținând 2 file (3 pagini scrise), atestă faptul că Principesa Elena Cuza a donat fratelui său, Dimitrie Gheorghe Rosetti, proprietatea sa, cu toate bunurile mobile și imobile, pe care le stăpânea în Strada Ștefan cel Mare, nr. 25 din Piatra Neamț. Actul conține semnătura Elenei Cuza, fiind datat 28 aprilie 1901.         | Complexul Muzeal Județean Neamț - PIATRA, Neamț | Cimec    |

## Fond
| Foto | Informații generale | Detalii tehnice                                                                                             | Descriere | Deținător                                                                      | Legături |
| ---- | --- | --- | --- | ------------------------------------------------------------------------------ | -------- |
|      | Registrul Casei Naționale Regina Maria din Piatra Neamț | Datare: Iunie 1928-8 aprilie 1945 Dimensiuni: L:375; L:245 Material: hârtie, carton                         | Registrul conține procese verbale, consemnând componența și activitatea Casei Naționale Regina Maria din Piatra-Neamț. Se remarcă primul proces verbal, semnat de Gheorghe Țițeica, aflat în vizită la Piatra Neamț în calitate de președinte cultural al Centralei Caselor Naționale, datat 17 iunie 1928, precum și procesul verbal din 27 mai 1929 încheiat la inaugurarea noului sediu al Casei Naționale, semnat de Eugen Botez (Jean Bart). De asemenea procesele verbale sunt semnate de președintele Casei, preotul Constantin Matasă, fondatorul Muzeului Regional Arheologic Piatra-Neamț. | Complexul Muzeal Județean Neamț - PIATRA, Neamț                                | Cimec    |
|      | Titlu definitiv de proprietate | Datare: 2 noiembrie 1924 Dimensiuni: L:455; l:340 Material: hârtie filigran                                 | Emis și semnat în numele Majestății Sale Regelui Ferdinand, de către ministrul secretar de stat la Ministerul Agriculturii și Domeniilor, Alexandru C. Constantinescu, în baza reformei agrare promulgată la 17 iulie 1921, titlul atestă împroprietărirea lui Gheorghe Vas. Berbecariu din comuna Costișa, județul Neamț cu o suprafață de 4 ha, 5000 mp din moșia Costișa, fosta proprietate a lui Constantin Cantacuzino Pașcanu. Se specifica și prețul lotului în valoare de 6642 bani. Are numărul de ordine 220949. Textul amplasat la mijlocul documentului este încadrat în registrul de sus (central este amplasată stema regatului României) și de jos de scene alegorice, sugerând împroprietărirea, reproduceri după o lucrare a pictorului Arthur Verona, al cărui nume îl regăsim în colțul din stânga jos.                                                            | Complexul Muzeal Județean Neamț - PIATRA, Neamț                                | Cimec    |
|      | Testament Autor: Vasile S. Caludi | Datare: 17 aprilie 1919 Dimensiuni: L:335; l:210 Material: hârtie                                           | Documentul conține 2 file (2 pagini scrise), fiind timbrat și ștampilat. Testamentul lui Vasile Caludi conține 4 puncte, între acestea fiind menționat faptul că fiica sa, Marta C. Vorel devine moștenitoarea imobilului din Str. Ștefan cel Mare, nr. 33 (fost 25), vila principesei Elena Cuza. | Complexul Muzeal Județean Neamț - PIATRA, Neamț                                | Cimec    |
|      | Extras de căsătorie | Datare: 25 aprilie 1906 Dimensiuni: L:350, l:210 Material: hârtie filigran                                  | Documentul este ștampilat și timbrat, conținând 4 file (4 pagini scrise), reprezentând un extras după actul de căsătorie nr. 71/1888 a lui Vasile Calude (proprietarul casei principesei Elena Cuza din Piatra Neamț) cu Ecaterina Calmuschi din 18 noiembrie 1888. Extrasului îi sunt anexate două chitanțe emise de Oficiul Stării Civile Urbea Piatra privind plata taxei de 2 lei și a timbrului, necesare eliberării sus numitul document. | Complexul Muzeal Județean Neamț - PIATRA, Neamț                                | Cimec    |
|      | Proces verbal | Datare: 14 noiembrie 1896 Dimensiuni: L:345; l:208 Material: hârtie filigran                                | Proces verbal, timbrat, ștampilat, conținând 2 file (3 scrise) prin care Tribunalul județului Neamț permite Anastasiei Barcan să vândă din locul său dotal situat în strada Ștefan cel Mare mai multe loturi următoarelor persoane: principesei Elena Cuza, Ernest Gheorgiu, înstrăinarea urmând să se facă prin licitație. Pe document s-a adăugat un text la data de 29 aprilie 1906. | Complexul Muzeal Județean Neamț - PIATRA, Neamț                                | Cimec    |
|      | Proces verbal | Datare: 22 februarie 1897 Dimensiuni: L:345; l:210 Material: hârtie filigran                                | Vasile Safta, portărel pe lângă Tribunalul județului Neamț s-a deplasat la locul vândut de Anastasia Barcan prin ordonanța de adjudecare din 21 ianuarie 1897 principesei Elena Cuza, constatând punerea în aplicare a sus numitului act. Actul este semnat de expropriata Anastasia Barcan și noua proprietară, reprezentată de inginerul Bacallu. Documentul este timbrat, ștampilat are 2 file (2 pagini scrise). | Complexul Muzeal Județean Neamț - PIATRA, Neamț                                | Cimec    |
|      | Certificat | Datare: Mai 1906 Dimensiuni: L:348; l:210 Material: hârtie filigran                                         | Document timbrat și ștampilat, conținând 2 foi (prima pagină scrisă). La cererea lui Vasile Caludi, comerciant din orașul Piatra Neamț se certifică faptul că principesa Elena Cuza a cumpărat de la Anastasia Barcan, din locul său de dotă, o porțiune de pământ în anul 1897. | Complexul Muzeal Județean Neamț, Piatra Neamț                                  | Cimec    |
|      | Ordonanță de adjudecare | Datare: 21 ianuarie 1897 Dimensiuni: L:345; l:210 Material: hârtie filigran                                 | Ordonanța de adjudecare timbrată, ștampilată conținând 2 file (toate cele patru pagini scrise) ce atestă cumpărarea unui lot de pământ de către inginerul Ion Bacalu, în calitate de procurator (reprezentant legal) al Principesei Elena Cuza din trupul locului dotal deținut de Anastasia N. Barcan pe Strada Ștefan cel Mare, nr. 25 din orașul Piatra Neamț. Documentul este datat 21 ianuarie 1897, el întocmindu-se în baza procesului verbal nr. 4473 din 14 noiembrie 1896 eliberat de Tribunalul județului Neamț. | Complexul Muzeal Județean Neamț, Piatra Neamț                                  | Cimec    |
|      | Convenție matrimonială | Datare: 12-15 noiembrie 1888 Dimensiuni: L:347; l:208 Material: hârtie filigran                             | Documentul este timbrat și ștampilat, conținând 2 file (3 pagini scrise). Convenția menționează faptul că Ecaterina Calmuschi, căsătorită cu Vasile Calude aduce cu titlul de dotă bunuri în valoare de 35.000 lei noi (în straie, lenjerie, obiecte mobile, obligațiuni de stat). | Complexul Muzeal Județean Neamț - PIATRA, Neamț                                | Cimec    |
|      | Diplomă de absolvire a seminarului | Datare: 20 iunie 1900 Dimensiuni: L:345; l:320 Material: carton                                             | Diploma certifcă absolvirea seminarului Veniamin din Iași de către Matasă Constantin. Actul este semnat de ministrul secretar de stat la Departamentul Cultelor și Instrucțiunii Publice, de directorul seminarului econom P. Savin și titular. | Complexul Muzeal Județean Neamț - PIATRA, Neamț                                | Cimec    |
|      | Titlu de proprietate | Datare: 1945 Dimensiuni: L:44; l: 37 Material: hârtie                                                       | Emis în baza hotărârii Comitetului Comunal de împroprietărire, ales de obștea sătenilor plugari lipsiți de pământ sau cu pământ puțin în virtutea Decretului lege pentru înfăptuirea reformei agrare nr. 187/1945, de Guvernul "de largă concentrare democratică prezidat de Dr. Petru Groza", titlul atestă împroprietărirea plugarului C. Gh. Ursu din comuna Zănești, județul Neamț cu 5000 m.p. din moșia expropriată de la Elvira Col. Zeca. Titlul este semnat de ministrul Agriculturii și Domeniilor, Romulus Zăroni. Are numărul de ordine 260220. Textul este încadrat într-un chenar, care are în cele patru colțuri trecuți anii - 1864, 1907, 1919, 1945, decorat cu spice de grâu, fiind suprapus peste o scenă alegorică ce sugerează împroprietărirea, realizată de D. Cerdricescu, K. Danielopol, I. Molnar. Titlul a fost imprimat la Imprimeria "Progresul" Sibiu. | Complexul Muzeal Județean Neamț. Muzeul de Istorie și Arheologie, Piatra Neamț | Cimec    |
|      | Bilet de demobilizare Autor: Corpul IV Armată - Divizia 7-a | Datare: 24 mai 1918 Dimensiuni: L:161; l:105 Material: hârtie                                               | Biletul de demobilizare a fost eliberat pe numele lui Leon Țuțuianu, din contingentul 1912. Demobilizarea s-a făcut în baza Înaltului Decret no. 1010 din 1 mai 1918, soldatul mergând în satul Bistricioara din județul Neamț. Actul a fost semnat de comandantul regimentului 15 Războieni, colonelul Gheorghe Iordănescu. | Complexul Muzeal Județean Neamț. Muzeul de Istorie și Arheologie, Piatra Neamț | Cimec    |
|      | "Mama și copilul. Povețe folositoare" Autor: Alexandru Comaniță | Datare: 2/4 secolul XX Dimensiuni: L:157; l:115 Material: hârtie                                            | Broșura conține 33 pagini, fiind tipărită la Tipografia "Lumina" din Piatra Neamț. Este editată de Laboratorul Vorel Piatra-N., pentru popularizarea produselor necesare tratării diferitelor afecțiuni specifice copiilor. Autorul broșurii, doctorul Comaniță tratează următoarele subiecte: sarcina, pregătirea pentru naștere, alimentația copilului de la 1 la 12 luni etc. | Complexul Muzeal Județean Neamț. Muzeul de Istorie și Arheologie, Piatra Neamț | Cimec    |
|      | "Despre patima beției" Autor: Alexandru Comăniță | Datare: 2/4 secolul XX Dimensiuni: L:157; l:117 Material: hârtie                                            | Broșura a fost editată de Laboratorul Vorel Piatra-Neamț la Tipografia "Record", pentru a promova medicamentul Betoxin, recomandat în tratarea alcoolismului. Doctorul Alexandru Comăniță prezintă efectele negative ale alcoolului asupra organismului. Textul este completat de imagini sugestive. Broșura conține 28 de pagini. | Complexul Muzeal Județean Neamț. Muzeul de Istorie și Arheologie, Piatra Neamț | Cimec    |
|      | "Liberați-vă din sclavia fumatului" Autor: Alexandru Comăniță | Datare: 2/4 secolul XX Dimensiuni: L:154; l:117 Material: hârtie                                            | Broșura este un material publicitar adresat dependenților de tutun de către Laboratorul Vorel din Piatra Neamț. Tratamentul recomandat de doctorul Al. Comăniță și produs de laboratorul Vorel se comercializa sub denumirea de Lasfuma. Broșura are 16 pagini, cuprinzând câteva considerații legate de istoricul tutunului, apoi o trecere în revistă a efectelor negative ale fumatului, prezentarea produsului Lasfuma și la sfârșit sunt reproduse câteva scrisori de mulțumire primite de la consumatori. | Complexul Muzeal Județean Neamț. Muzeul de Istorie și Arheologie, Piatra Neamț | Cimec    |
|      | Telegramă Autor: Lascăr Vorel | Datare: 8 ianuarie 1915 Dimensiuni: L:142; l:90 Material: carton                                            | Telegrama este adresată de Lascăr Vorel fratelui său Constantin Vorel (Dan), căruia îi spune că așteaptă cu nerăbdare fotografii cu membrii familiei din țară, promițând că va trimite și el o fotografie a atelierului, pe care îl deținea în Munchen. Pe verso, sunt trecute numele și adresele destinatarului respectiv expeditorului. Telegrama este timbrată. Pe timbru apare în medalion portretul regelui Ludwig al III-lea al Bavariei. | Complexul Muzeal Județean Neamț. Muzeul de Istorie și Arheologie, Piatra Neamț | Cimec    |
|      | Carte poștală | Datare: 30 martie 1915 Dimensiuni: L:190; l:140 Material: carton                                            | Lascăr Vorel îl anunță pe fratele său Constantin Vorel că s-a abonat pe 6 luni la ziarul Moldova și îl roagă să-i plătească abonamentul. Pe cartea poștală este lipit un timbru cu portretul regelui Ludwig al III-lea al Bavariei. | Complexul Muzeal Județean Neamț. Muzeul de Istorie și Arheologie, Piatra Neamț | Cimec    |
|      | Scrisoare Autor: Lascăr Vorel | Datare: 31 mai 1913 Dimensiuni: L:180;l:115 Material: hârtie                                                | Scrisoarea conține 10 file fiind adresată de Lascăr Vorel fratelui său Constantin Vorel aflat la Piatra-Neamț. Pictorul încearcă să-și justifice crezul artistic, arătându-se dezinteresat de eventualele beneficii materiale pe care le-ar putea obține prin comercializarea operelor sale. Autorul menționează faptul că a expus la Tinerimea artistică. | Complexul Muzeal Județean Neamț. Muzeul de Istorie și Arheologie, Piatra Neamț | Cimec    |
|      | Scrisoare Autor: Lascăr Vorel | Datare: 4 iunie 1915 Dimensiuni: L:187; l:141 Material: hârtie                                              | În scrisoarea adresată de Lascăr Vorel fratelui său Constantin Vorel, pictorul își anunță fratele că nu poate veni în țară pentru a se prezenta la Comandamentul local pentru o eventuală încorporare. Starea sa de sănătate era foarte proastă: "într-un plin acces nephrotic, cu abdomenul și picioarele umflate... nu pot risca lungul și obositorul voiaj în țară... ". Lascăr Vorel vedea ca o posibilă rezolvare examinarea sa în Munchen sau la Berlin de către un medic indicat de amabasada României în Germania, care să-i elibereze o scutire completă de la serviciul militar. De asemenea, pictorul descrie starea generală de entuziasm din Germania datorată victoriei germano-austro-ungare în Galiția asupra armatei ruse. | Complexul Muzeal Județean Neamț. Muzeul de Istorie și Arheologie, Piatra Neamț | Cimec    |
|      | Scrisoare Autor: Lascăr Vorel | Datare: 31 iulie 1914 Dimensiuni: L:179; l:114 Material: hârtie                                             | Pictorul Lascăr Vorel îi scrie fratelui său, Constantin Vorel despre situația din Germania, acolo unde urma să se decreteze în scurt timp mobilizarea generală. Scrisoarea are 2 file. | Complexul Muzeal Județean Neamț. Muzeul de Istorie și Arheologie, Piatra Neamț | Cimec    |
|      | Scrisoare Autor: Lascăr Vorel | Datare: 18 noiembrie 1915 Dimensiuni: L:189; l:148 Material: hârtie                                         | În scrisoarea adresată de Lascăr Vorel fratelui său Constantin Vorel, din Piatra-Neamț, acesta îi împărtășește neplăcerile materiale cu care se confrunta, în urma micșorării sumei de bani pe care pictorul o primea din țară. | Complexul Muzeal Județean Neamț. Muzeul de Istorie și Arheologie, Piatra Neamț | Cimec    |
|      | Scrisoare Autor: Lascăr Vorel | Datare: 20 mai 1915 Dimensiuni: L:187; l:145 Material: hârtie                                               | Lascăr Vorel mulțumește fratelui său, Constantin Vorel, pentru faptul că l-a ajutat să-și lichideze contul său de economii în valoare de 12500 lei. De asemenea menționează că a trimis la solicitarea celor din "Tinerimea artistică" un tablou pentru a fi expus. În catalogul expoziției lucrarea a apărut cu titlul "Motiv decorativ". Comentariile politice nu lipsesc nici ele din cuprinsul scrisorii. Scrisoarea conține 2 file, dintre care sunt scrise doar 3 pagini. | Complexul Muzeal Județean Neamț. Muzeul de Istorie și Arheologie, Piatra Neamț | Cimec    |
|      | Scrisoare Autor: Lascăr Vorel | Datare: 28 iunie 1915 Dimensiuni: L:184; l:141 Material: hârtie                                             | Lascăr Vorel, germanofil convins, în scrisoarea adresată lui Constantin (Dan) Vorel, condamnă atitudinea liderilor politici români, de neutralitate. Se declară dezgustat de presa românească, exceptând ziarul "Moldova" al "marelui Carp, care zădarnic își hodorogește mașinile tipografice, predicând în pustiu". Asemenea conservatorului Petre P.Carp, pictorul român era ferm convins de victoria Germaniei. În plan artistic, Lascăr Vorel îl anunță pe fratele său că lucra la portretul doamnei Emil Socec din București. | Complexul Muzeal Județean Neamț. Muzeul de Istorie și Arheologie, Piatra Neamț | Cimec    |
|      | Scrisoare Autor: Lascăr Vorel | Datare: 6 ianuarie 1916 Dimensiuni: L:187; l:142 Material: hârtie                                           | Scrisoarea adresat de Lascăr Vorel fratelui său, Constantin (Dan) Vorel, abundă în comentarii legate de starea de război în care se afla Europa. Deznodământul final al conflagrației nu se putea solda decât cu triumful Germaniei, potrivit opiniei pictorului român. În plan artistic, Lascăr Vorel menționează că a reușit să vândă în țară desenele expuse "La Colțul artistic", prin intermediul unui comerciant de artă din București. Scrisoarea conține 3 file, toate scrise. | Complexul Muzeal Județean Neamț. Muzeul de Istorie și Arheologie, Piatra Neamț | Cimec    |
|      | Scrisoare Autor: Lascăr Vorel | Datare: 2 februarie 1915 Dimensiuni: L:176; l:171 Material: hârtie                                          | Scrisoarea îi este adresată lui Constantin Vorel, fratele pictorului Lascăr Vorel. Autorul se arată îngrijorat față de condiția și rolul artiștilor în zilele războiului: "Ce înseamnă a fi artist acum? O adevărată clownerie...". Nu lipsesc comentarile despre relatările presei germane în legătură cu atitudinea României în contextul desfășurării primei conflagrații mondiale. Scrisoarea are 8 pagini, dintre care 7 sunt scrise. | Complexul Muzeal Județean Neamț. Muzeul de Istorie și Arheologie, Piatra Neamț | Cimec    |
|      | Scrisoare Autor: Lascăr Vorel | Datare: 4 septembrie 1915 Dimensiuni: L:188; l:140 Material: hârtie                                         | Lascăr Vorel îi scrie fratelui său Constantin (Dan) Vorel, că pictează într-un ritm alert, atât timp cât starea sănătății și așa precară îi mai permitea. Comentariile politice nu lipsesc, remarcându-se în mod deosebit cele referitoare la primul ministru român, Ion I.C. Brătianu. | Complexul Muzeal Județean Neamț. Muzeul de Istorie și Arheologie, Piatra Neamț | Cimec    |
|      | Scrisoare Autor: Lascăr Vorel | Dimensiuni: L:289; l:225 Material: hârtie                                                                   | Pictorul Lascăr Vorel îl roagă pe fratele său, Constantin Vorel să-i trimită din țară un act eliberat de primăria orașului Piatra Neamț care să certifice că nu este căsătorit și că nu există nici un obstacol în vederea contractăriii unei căsătorii în Germania cu domnișoara Maria Berger din Linz. Actul urma să fie trimis spre legalizare consulatului german din Iași și apoi expediat pe adresa sa de la Munchen. Lui Constantin Vorel i se cere discreție totală. Din conținutul scrisorii reiese că alături de pictor, în Germania, se aflau și mama sa, Julietta Vorel și fratele său Tudor. | Complexul Muzeal Județean Neamț. Muzeul de Istorie și Arheologie, Piatra Neamț | Cimec    |
|      | Scrisoare Autor: Lascăr Vorel | Datare: 20 februarie 1916 Dimensiuni: L:19; l:15 Material: hârtie                                           | Lascăr Vorel îl scrie fratelului său, Constantin Vorel, despre starea sa materială, starea sa de sănătate. De asemenea enumeră lucrările pe care le-a pictat în acea perioadă - "O intrare a acrobaților la variete", "O lojă de teatru", "Doi în frac" și "Cocote". | Complexul Muzeal Județean Neamț. Muzeul de Istorie și Arheologie, Piatra Neamț | Cimec    |
|      | Scrisoare Autor: Lascăr Vorel | Datare: 21 mai 1915 Dimensiuni: L:182; l:145 Material: hârtie                                               | Pictorul Lascăr Vorel comentează situația politică, declarând că: "este fantastic, că ne este dat să fim contemporanii acestei groaznice încăierări de rase". Îi comunică fratelui său că primește periodic ziarul "Moldova". De asemenea, Lascăr Vorel amintește că se afla în relații de prietenie cu editorul bucureștean Socec aflat la Munchen. Acesta ii vizitase atelierul. | Complexul Muzeal Județean Neamț. Muzeul de Istorie și Arheologie, Piatra Neamț | Cimec    |
|      | Scrisoare Autor: Lascăr Vorel | Datare: 1 octombrie 1915 Dimensiuni: L:188; l:141 Material: hârtie                                          | Scrisoarea îi este adresată de Lascăr Vorel fratelui său Constantin (Dan) Vorel care locuia în Piatra Neamț. Pictorul insistă asupra descrierii stării sale de sănătate, care îmbunătățită fiind îi permitea să lucreze tot mai mult. Interesante sunt comentariile acestuia în legătura cu situația politică. Lascăr Vorel miza pe victoria deplină a Germaniei în prima conflagrație mondială, dezaprobând atitudinea de neutralitate a lui I.I.C. Brătianu. | Complexul Muzeal Județean Neamț. Muzeul de Istorie și Arheologie, Piatra Neamț | Cimec    |
|      | Scrisoare Autor: Lascăr Vorel | Datare: 4 august 1915 Dimensiuni: L:184; l:142 Material: hârtie                                             | Pictorul Lascăr Vorel explică fratelui său, farmacistul Constantin Vorel motivele pentru care se afla într-un impas material. Spiritul său germanofil transpare și din această scrisoare. | Complexul Muzeal Județean Neamț. Muzeul de Istorie și Arheologie, Piatra Neamț | Cimec    |
|      | Scrisoare Autor: Lascăr Vorel | Datare: 22 februarie 1915 Dimensiuni: L:183; l:173 Material: hârtie                                         | În scrisoarea adresată fratelui său Constantin (Dan) Vorel, pictorul comenteză negativ poziția de neutralitate a României precum și articolele din presa românească care desconsiderau puterea armatei germane, find ferm convins că războiul se va solda cu victoria Germaniei într-un viitor foarte apropiat. Lascăr Vorel deplânge soarta Moldovei care a fost lăsată la dispoziția Imperiului țarist. Starea de sănătate a pictorului se îmbunătățise, astfel încât acesta era capabil să lucreze și să se deplaseze. Scrisoarea conține 4 pagini. | Complexul Muzeal Județean Neamț. Muzeul de Istorie și Arheologie, Piatra Neamț | Cimec    |
|      | Titlu definitiv de proprietate | Datare: 28 mai 1924 Dimensiuni: L:455; l:340 Material: hârtie filigran                                      | Emis și semnat în numele Majestății Sale Regelui Ferdinand, de către ministrul secretar de stat la Ministerul Agriculturii și Domeniilor, Alexandru C. Constantinescu, în baza reformei agrare promulgată la 17 iulie 1921, titlul atestă împroprietărirea lui Ion Anton Grosu din comuna Blăgești, județul Bacău cu o suprafață de 1 ha din moșia Blăgești, fosta proprietate a Epitropiei Sf. Spiridon din Iași. Se specifica și prețul lotului în valoare de 1576 bani. Are numărul de ordine 151432. Textul amplasat la mijlocul documentului este încadrat în registrul de sus (central este amplasată stema regatului României) și de jos de scene alegorice, sugerând împroprietărirea, reproduceri după o lucrare a pictorului Arthur Verona, al cărui nume îl regăsim în colțul din stânga jos. Tipărit la Tipografia Marvan.                                                | Complexul Muzeal Județean Neamț. Muzeul de Istorie și Arheologie, Piatra Neamț | Cimec    |
|      | Sănătatea pentru toți | Datare: decembrie 1938 Dimensiuni: L:315; l:238 Material: hârtie                                            | Revista are 36 de pagini. Proprietarul acestui periodic medical era farmacistul Constantin Vorel, iar din direcția medicală a revistei făceau parte doctorului Alexandru Comaniță și Dr. Ilie Micu, bacteriolog. Revista avea ca principal obiectiv popularizarea produselor farmaciei Vorel, insistându-se nu doar pe tratarea bolilor dar și pe prezentarea cauzelor și simptomelor acestora. Revista apărea trimestrial, conținând și un buletin de comandă, care putea fi completat și trimis de potențialii cumpărători ai produselor Laboratorului Vorel. | Complexul Muzeal Județean Neamț. Muzeul de Istorie și Arheologie, Piatra Neamț | Cimec    |
|      | Sănătatea pentru toți | Datare: Mai-iunie 1938 Dimensiuni: L:315; l:238 Material: hârtie                                            | Revista are 28 de pagini. Proprietarul acestui periodic medical era farmacistul Constantin Vorel. Revista avea ca principal obiectiv popularizarea produselor farmaciei Vorel, insistându-se nu doar pe tratarea bolilor dar și pe prezentarea cauzelor și simptomelor acestora. Revista apărea trimestrial, conținând și un buletin de comandă, care putea fi completat și trimis de potențialii cumpărători ai produselor Laboratorului Vorel. | Complexul Muzeal Județean Neamț. Muzeul de Istorie și Arheologie, Piatra Neamț | Cimec    |
|      | Registru Autor: Constantin Matasă | Datare: 2/4 secolul XX Dimensiuni: L:335; l: 210 Material: hârtie                                           | Registrul conține însemnările preotului Constantin Matasă cu privire la activitatea culturală a Casei Naționale "Regina Maria" din Piatra Neamț. Prima însemnare consemnează punerea pietrei fundamentale pentru clădirea noului sediu al așezământului la data de 14 mai 1928. Registrul are coperțile cartonate și conține 12 file din care 11 scrise. | Complexul Muzeal Județean Neamț. Muzeul de Istorie și Arheologie, Piatra Neamț | Cimec    |
|      | Manifest | Datare: mai 1944 Dimensiuni: L:200; l:125 mm Material: hârtie                                               | Foaia volantă a fost lansată de Aviația Regală Britanică și Aviația Armatei Statelor-Unite deasupra orașului Piatra-Neamț în luna mai a anului 1944. Se urmărea scoaterea armatei române din alianța cu Germania hitleristă. | Complexul Muzeal Județean Neamț. Muzeul de Istorie și Arheologie, Piatra Neamț | Cimec    |
|      | Manifest | Datare: mai 1944 Dimensiuni: L:200; l:125 mm Material: hârtie                                               | Foaia volantă a fost lansată de Aviația Regală Britanică și Aviația Armatei Statelor-Unite deasupra orașului Piatra-Neamț în luna mai a anului 1944. Se urmărea scoaterea armatei române din alianța cu Germania hitleristă. | Complexul Muzeal Județean Neamț. Muzeul de Istorie și Arheologie, Piatra Neamț | Cimec    |
|      | Manifest | Datare: mai 1944 Dimensiuni: L:200; l:125 mm Material: hârtie                                               | Foaia volantă a fost lansată de Aviația Regală Britanică și Aviația Armatei Statelor-Unite deasupra orașului Piatra-Neamț în luna mai a anului 1944. Se urmărea scoaterea armatei române din alianța cu Germania hitleristă. | Complexul Muzeal Județean Neamț. Muzeul de Istorie și Arheologie, Piatra Neamț | Cimec    |
|      | Carnet de zbor Autor: Corbu, A. Ioan | Datare: Al doilea război mondial Dimensiuni: L:170 mm Material: hârtie                                      | În carnet este consemnată pregătirea profesională a pilotului Ioan A. Corbu. La 16 mai 1940, în urma cursurile desfășurate la Școala de Pilotaj CFR București a trecut pe simplă comandă după 88 ture pistă dublă comandă, cu 10 ore 13 minute de zbor. A urmat Școala de Pilotaj nr. 2 Roșiorii de Vede, Școala de Pilotaj Buzău, Școala de Perfecționare a pilotajului de la Ghimbav-Brașov, Secția Bimotoare. A zburat pe avion Focke Wulf 58 I, Savoia Marchetti SM 79, SET 4 H, IAR 38,Heinkel HE 111, Junker JU 88. În perioada iulie-septembrie 1944 a executat un număr de peste 100 de ore de zbor cu 50 de aterizări și 16 misiuni de război (Ucraina, Ungaria). | Complexul Muzeal Județean Neamț. Muzeul de Istorie și Arheologie, Piatra Neamț | Cimec    |
|      | Jurnalul soblocotenentului Mihai Oprea Autor: Oprea, Mihai | Datare: al doilea război mondial Dimensiuni: L:190; l:125 mm Material: hârtie                               | Jurnalul conține însemnări din viața personală a sublocotenentului Oprea. Absolvent al Școlii de ofițeri de Infanterie în anul 1943, Mihai Oprea a fost repartizat la Grupul Special Motomecanizat din Câmpina. A fost trimis pe front în septembrie 1944 luptând în Transilvania, Ungaria și Cehoslovacia, până în februarie 1945 când a decedat. Însemnările debutează cu data de 24 noiembrie 1943 și se încheie la 18 februarie 1945. La cota 695 , în munții Tatra, în chiar prima zi de la repartizarea în prima linie, a fost împușcat. Ultima sa însemnare este pătată cu sânge: "nu mai pot scrie, căci nu se mai vede, deși băieții suflă mereu în foc. În jurul meu răpăie mitrali.....". Jurnalul conție 33 de file, față-verso. | Complexul Muzeal Județean Neamț. Muzeul de Istorie și Arheologie, Piatra Neamț | Cimec    |
|      | Certificat de absolvire a lui Gavriil Galinescu Autor: Conservatorul de Muzică și Declamațiune București                                                                        | Datare: 1906 Descoperit: jud. Neamț Dimensiuni: L: 510 mm; La: 330 mm Material: hârtie; imprimat; manuscris | Certificat de absolvire emis de Ministerul Instrucțiunii Publice și Cultelor (Conservatorul de Muzică și Declamațiune București), pentru domnul Galinescu Gavriil, care a absolvit cursul de teorie și solfegii, obținând la examen nota 9,58 și premiul I. Se eliberează în 12 iulie 1906 cu nr. 510, semnat de directorul conservatorului D. Popovici, profesorul D.G. Chiriac și are semnătura de primire a lui Gavrril Galinescu. | Complexul Muzeal Județean Neamț. Muzeul de Istorie și Arheologie, Piatra Neamț | Cimec    |
|      | Zapis de stăpânire a moșiei Ungheni de către Neculai Stihi Autor: Moțoc, Ștefan V                                                                                               | Datare: 1794, august 29 Dimensiuni: L: 48 cm; LA: 35 cm Material: hârtie                                    | Moțoc Ștefan, Vele Ștefan, Calistru monah și Iacob monah de la Săcueni, ținutul Sucevei, recunosc stăpânirea unei pătrimi din moșia Ungheni, ținutul Sucevei, de către Neculai Stihi, postelnic. | Complexul Muzeal Județean Neamț. Muzeul de Istorie și Arheologie, Piatra Neamț | Cimec    |
|      | Carte domnească dată de Alexandru Ioan Caliman VV., Domnul Moldovei pentru stăpânirea unei treimi din moșia Ungheni de către prointopopul Gavril (copie) Autor: Alexandru, Ioan | Datare: 1795, august 22 Dimensiuni: L: 25 cm; LA: 21,5 cm Material: hârtie                                  | Carte domnească a lui Alexandru Ioan Caliman, domnitorul Moldovei, dată prointopopului Gavriil, ginerele decedatului preot Ioniță, pentru stăpânirea unei treimi din moșia Ungheni, ținutul Neamțului, partea din mijloc. | Complexul Muzeal Județean Neamț. Muzeul de Istorie și Arheologie, Piatra Neamț | Cimec    |
|      | Poruncă de repunere în drepturi a protopopului Gavriil asupra terenului din moșia Ungheni, ținutul Neamț Autor: Divanul Moldovei                                                | Datare: 1795, iulie 1 Dimensiuni: L: 49 cm; LA: 36 cm Material: hârtie                                      | Poruncă a șapte boieri din divanul domnesc al Moldovei dată ispravnicului de Neamț, pentru a cerceta jalba protopopului Gavriil din ținutul Neamțului, asupra postelnicului N. Stihi, care stăpânește pe nedrept a doua parte din moșia Ungheni. | Complexul Muzeal Județean Neamț. Muzeul de Istorie și Arheologie, Piatra Neamț | Cimec    |
|      | Împărțirea moșiei Ungheni Autor: Iftimie | Datare: 1798, iunie 19 Dimensiuni: L: 42 cm; LA: 34 cm Material: hârtie                                     | Împărțirea moșiei Ungheni de-a lungul timpului de către răzeși, conform spuselor de către neamuri. | Complexul Muzeal Județean Neamț. Muzeul de Istorie și Arheologie, Piatra Neamț | Cimec    |
|      | Rezolvarea jalbei protopopului Gavriil privind stăpânirea moșiei Ungheni, ținutul Neamțului                                                                                     | Datare: 1795, iulie 1 Dimensiuni: L: 38 cm; LA: 29 cm Material: hârtie                                      | Isprăvnicia ținutului Neamț către căpitanul de Neamț Șerban Postelnic, Negoiță Monțac, Ștefan Moțac și logofătului Tudorachi, de rezolvare a jalbei proin protopopului Gavriil și cu alți răzeși față de stăpânirea unei părți de moșie de către postelnicul N. Stihi din Preuțești. | Complexul Muzeal Județean Neamț. Muzeul de Istorie și Arheologie, Piatra Neamț | Cimec    |
|      | Poruncă de rezolvare a jalbei proin protopopului Gavril, preotul Toader, diacon Mihalachi cu alți răzeși, împotriva lui Neculai Stihi                                           | Datare: 1803, martie 28 Dimensiuni: L: 43 cm; LA: 31 cm Material: hârtie                                    | Alexandru Constantin Moruzi, domnul Moldovei poruncește ispravnicului de Neamț rezolvarea jalbei de punere în posesie a unor fețe bisericesti și alți răzeși, în moșia Ungheni, posesie încălcată de Neculai Stihi. | Complexul Muzeal Județean Neamț. Muzeul de Istorie și Arheologie, Piatra Neamț | Cimec    |
|      | Poruncă de la Divanul Cneziei Moldovei pentru rezolvarea jalbei proin protopopului Gavril împreună cu alți răzeși de la moșia Ungheni Autor: Divanul Cneziei Moldovei           | Dimensiuni: L: 39 cm; LA: 28,5 cm Material: hârtie                                                          | Divanul Cneziei Moldovei către isprăvnicia ținutului Neamț, prin care se poruncește rezolvarea jalbei proin protopopului Gavril cu alți răzeși față de stăpânirea lui N. Stihi asupra unei părți din moșia Ungheni. | Complexul Muzeal Județean Neamț. Muzeul de Istorie și Arheologie, Piatra Neamț | Cimec    |
|      | Făcută la moșia Ungheni, ținutul Neamț, ca urmare a jalbei părintelui Gavriil și răzeșii săi                                                                                    | Datare: 1809, aprilie 6 Dimensiuni: L: 36 cm; LA: 22,5 cm Material: hârtie                                  | Hotărnicie făcută la porunca ispravnicului de Neamț, la moșia Ungheni, urmare a jalbei părintelui Gavriil și răzeșii de pe această moșie în litigiu cu pitarul N. Stihii. | Complexul Muzeal Județean Neamț. Muzeul de Istorie și Arheologie, Piatra Neamț | Cimec    |
|      | Cercetarea la fața locului a stăpânitorilor moșiei Drăgușeni și moșia Ungheni                                                                                                   | Datare: 1838, mai 17 Dimensiuni: L: 35 cm; LA: 25 cm Material: hârtie                                       | Carte domnească către răzeșii din Ungheni privind cercetarea stăpânitorilor moșiei Drăgușeni și Ungheni, cercetare făcută de vornicul hotarnic de față cu megieșii moșiilor și cu actele celor în drept. | Complexul Muzeal Județean Neamț. Muzeul de Istorie și Arheologie, Piatra Neamț | Cimec    |
|      | Punere în posesie a răzeșilor din moșia Ungheni Autor: Aipotochiței, Sechel | Datare: 1838, noiembrie 22 Dimensiuni: L: 36 cm; LA: 25 cm Material: hârtie                                 | Țâdulă dată de însărcinatul tribunalului de punere în aplicare a poruncii divanului de apel a țării de sus privind rezolvarea jalbei răzeșilor de pe moșia Ungheni, făcându-se hotărnicia locului. | Complexul Muzeal Județean Neamț. Muzeul de Istorie și Arheologie, Piatra Neamț | Cimec    |
|      | Cheltuiala veșmintelor pentru înmormântarea fratelui preotului Irimia, Ioan Autor: Gavril, Gheorghiu                                                                            | Datare: 1860, noiembrie 25 Dimensiuni: L: 44 cm; LA: 35,5 cm Material: hârtie                               | Adeverință dată de Gavril Gheorghiu, epitropul Bisericii "Sf. Haralambie", pentru cheltuielile făcute de preotul Irimia, a unui rând de veșminte cu tot tacâmul lor, necesare la înmormântarea fratelui său Ioan, înmormântat la Biserica cu hramul Sfântul Haralambie din orașul Târgu Neamț. | Complexul Muzeal Județean Neamț. Muzeul de Istorie și Arheologie, Piatra Neamț | Cimec    |
|      | Jalba protopopului Gavriil și cu alții, către domnitorul Alexandru Ioan Caliman, privind moșia Ungheni Autor: Isprăvnicia ținutului                                             | Datare: 1798, septembrie 8 Dimensiuni: L: 31 cm; LA: 21 cm Material: hârtie                                 | Jalba protopopului Gavriil și cu alții către domnul Moldovei, Alexandru Ioan Caliman, în care se arată că o parte din moșia Ungheni, stăpânită de aceștia, a fost vândută de unele neamuri stolnicului Constantin Lazu, venind cu documente care demonstrează ilegalitatea acestor vânzări. | Complexul Muzeal Județean Neamț. Muzeul de Istorie și Arheologie, Piatra Neamț | Cimec    |
|      | Jalba protopopului Gavriil către Divanul Cneziei Moldovei Autor: Stihi, Pitar N.                                                                                                | Datare: înc. sec. XIX Dimensiuni: L: 42,5 cm; LA: 31 cm Material: hârtie                                    | Jalba făcută de protopopul Gavril, parohul Toader și diaconul Mihalachi cu alți răzeși din moșia Ungheni, ținutul Neamțului, către Divanul Cneziei Moldovei, prin care se cere ca să se facă dreptate față de încălcarea drepturilor asupra stăpânirii moșiei, de pitarul Neculai Stihi. | Complexul Muzeal Județean Neamț. Muzeul de Istorie și Arheologie, Piatra Neamț | Cimec    |
|      | Mărturie hotarnică de stăpânire a unei treimi din moșia Ungheni, ținutul Neamț, de proin protopopul Gavril și ai săi Autor: Matei, Constantin                                   | Datare: 1796, martie 27 Dimensiuni: L: 40 cm; LA: 32 cm Material: hârtie                                    | Hotărnicia pentru stăpânirea părții de mijloc din moșia Ungheni, a treia parte, de către proinprotopopul Gavril și alții, în urma judecății avute cu Neculai Stihi, parte măsurată de stăpânul Dimitrie Sturza. | Complexul Muzeal Județean Neamț. Muzeul de Istorie și Arheologie, Piatra Neamț | Cimec    |
|      | Domnului Moldovei, de către proinprotopopul Gavril, diaconul Mihalache și alții ai săi de la ținutul Neamț Autor: Mihalache, Gavril                                             | Datare: sf. sec. XVIII Dimensiuni: L: 31 cm; LA: 21 cm Material: hârtie                                     | Jalba proinprotopopului Gavril, diaconului Mihalache și ai săi de la ținutul Neamț, către domnitorul Moldovei, arătându-se stăpânirea a 246 stânjeni din moșia Ungheni obținuți în urma judecății cu Neculai Stihi, cât și faptul că stolnicul Costachi Lazu lea luat o parte din moșie pe căi necinstite. | Complexul Muzeal Județean Neamț. Muzeul de Istorie și Arheologie, Piatra Neamț | Cimec    |
|      | Așezământ Autor: Sturza, Mihalache | Datare: 1843 Dimensiuni: L: 33 cm; LA: 20,5 cm Material: hârtie                                             | Document emis de Mihalache Sturza; are 18 file, textul este redactat în chirilică, foaia de titlu este decorată cu motive florale și geometrice, anul 1843. | Muzeul de Istorie și Etnografie, Târgu                                         | Cimec    |